# Список земноводних Данії
Цей список є списком видів земноводних, спостережених на території Данії. У фауні Данії спостерігається 15 видів земноводних: 12 видів жаб та 3 види саламандр і тритонів.

## Позначки
Теги, що використовуються для виділення охоронного статусу кожного виду за оцінками МСОП:
| EX | Extinct               | Зниклий                          |
| CR | Critically Endangered | Перебуває під критичною загрозою |
| EN | Endangered            | Перебуває під загрозою           |
| VU | Vulnerable            | Уразливий                        |
| NT | Near Threatened       | Близький до загрозливого стану   |
| LC | Least Concern         | У найменшій загрозі              |
| DD | Data Deficient        | Відомості недостатні             |
| NE | Not Evaluated         | Види з недослідженим статусом    |

## Ряд Хвостаті (Caudata)
Представники ряду Хвостаті відрізняються від інших сучасних земноводних видовженим тілом та наявністю у дорослих тварин хвоста. До нього відносяться саламандри та тритони. Налічує понад 580 видів, з них у Данії трапляється 3 види.

### Родина Саламандрові (Salamandridae)
| Українська назва                     | Данська назва        | Латинська назва      | Автор таксона  | Статус МСОП | Поширення в Данії                     | Зображення |
| Ряд: Хвостаті (Caudata)              |                      |                      |                |             |                                       |            |
| Родина: Саламандрові (Salamandridae) |                      |                      |                |             |                                       |            |
| Тритон гребінчастий                  | Stor vandsalamander  | Triturus cristatus   | Laurenti, 1768 | LC          | Переважно в східній частині Данії     |            |
| Тритон звичайний                     | Lille vandsalamander | Lissotriton vulgaris | Linnaeus, 1758 | LC          | По всій країні                        |            |
| Тритон гірський                      | Bjergsalamander      | Mesotriton alpestris | Laurenti, 1768 | LC          | Є одна популяція поблизу міста Обенро |            |

## Ряд Безхвості (Anura)
До ряду відносяться жаби та ропухи. Ряд налічує понад 6000 видів, з яких в Данії трапляється 12 видів.

### Родина Кумкові (Bombinatoridae)
| Українська назва                 | Данська назва | Латинська назва | Автор таксона  | Статус МСОП | Поширення в Данії                                         | Зображення |
| Ряд: Безхвості (Anura)           |               |                 |                |             |                                                           |            |
| Родина: Кумкові (Bombinatoridae) |               |                 |                |             |                                                           |            |
| Кумка червоночерева              | Klokkefrø     | Bombina bombina | Linnaeus, 1761 | LC          | Рідкісний, відомо 15 локалітетів у різних частинах країни |            |

### Родина Часничницеві (Pelobatidae)
| Українська назва                   | Данська назва | Латинська назва  | Автор таксона    | Статус МСОП | Поширення в Данії | Зображення |
| Ряд: Безхвості (Anura)             |               |                  |                  |             |                   |            |
| Родина: Часничницеві (Pelobatidae) |               |                  |                  |             |                   |            |
| Часничниця звичайна                | Løgfrø        | Pelobates fuscus | (Laurenti, 1768) | LC          |                   |            |

### Родина Ропухові (Bufonidae)
| Українська назва             | Данська назва    | Латинська назва | Автор таксона    | Статус МСОП | Поширення в Данії                                         | Зображення |
| Ряд: Безхвості (Anura)       |                  |                 |                  |             |                                                           |            |
| Родина: Ропухові (Bufonidae) |                  |                 |                  |             |                                                           |            |
| Ропуха звичайна              | Skrubtudse       | Bufo bufo       | Linnaeus, 1758   | LC          | На більшій частині країни, однак немає на деяких островах |            |
| Ропуха зелена                | Grønbroget tudse | Bufo viridis    | (Laurenti, 1768) | LC          | Рідкісний                                                 |            |
| Ропуха очеретяна             | Strandtudse      | Bufo calamita   | (Laurenti, 1768) | LC          | Рідкісний                                                 |            |

### Родина Райкові (Hylidae)
| Українська назва          | Данська назва | Латинська назва | Автор таксона  | Статус МСОП | Поширення в Данії | Зображення |
| Ряд: Безхвості (Anura)    |               |                 |                |             | |            |
| Родина: Райкові (Hylidae) |               |                 |                |             | |            |
| Райка деревна             | Løvfrø        | Hyla arborea    | Linnaeus, 1758 | LC          | У Данії він гніздиться в невеликих освітлених сонцем водоймах у Східній Ютландії, на Альсі, Лолланді, Південному Борнхольмі та Південній Ютландії. |            |

### Родина Жаб'ячі (Ranidae)
| Українська назва          | Чеська назва    | Латинська назва       | Автор таксона   | Статус МСОП | Поширення в Чехії                 | Зображення |
| Ряд: Безхвості (Anura)    |                 |                       |                 |             |                                   |            |
| Родина: Жаб'ячі (Ranidae) |                 |                       |                 |             |                                   |            |
| Жаба трав'яна             | Butsnudet frø   | Rana temporaria       | Linnaeus, 1758  | LC          | На більшій частині країни         |            |
| Жаба гостроморда          | Spidssnudet frø | Rana arvalis          | Nilsson, 1842   | LC          | На більшій частині країни         |            |
| Жаба прудка               | Springfrø       | Rana dalmatina        | Bonaparte, 1840 | LC          | У південно-східній частині країни |            |
| Жаба озерна               | Latterfrø       | Pelophylax ridibundus | Pallas, 1771    | LC          | Борнгольм                         |            |
| Жаба їстівна              | Grøn frø        | Pelophylax esculentus | Linnaeus, 1758  | LC          | По всій країні                    |            |